# Police d'assurance

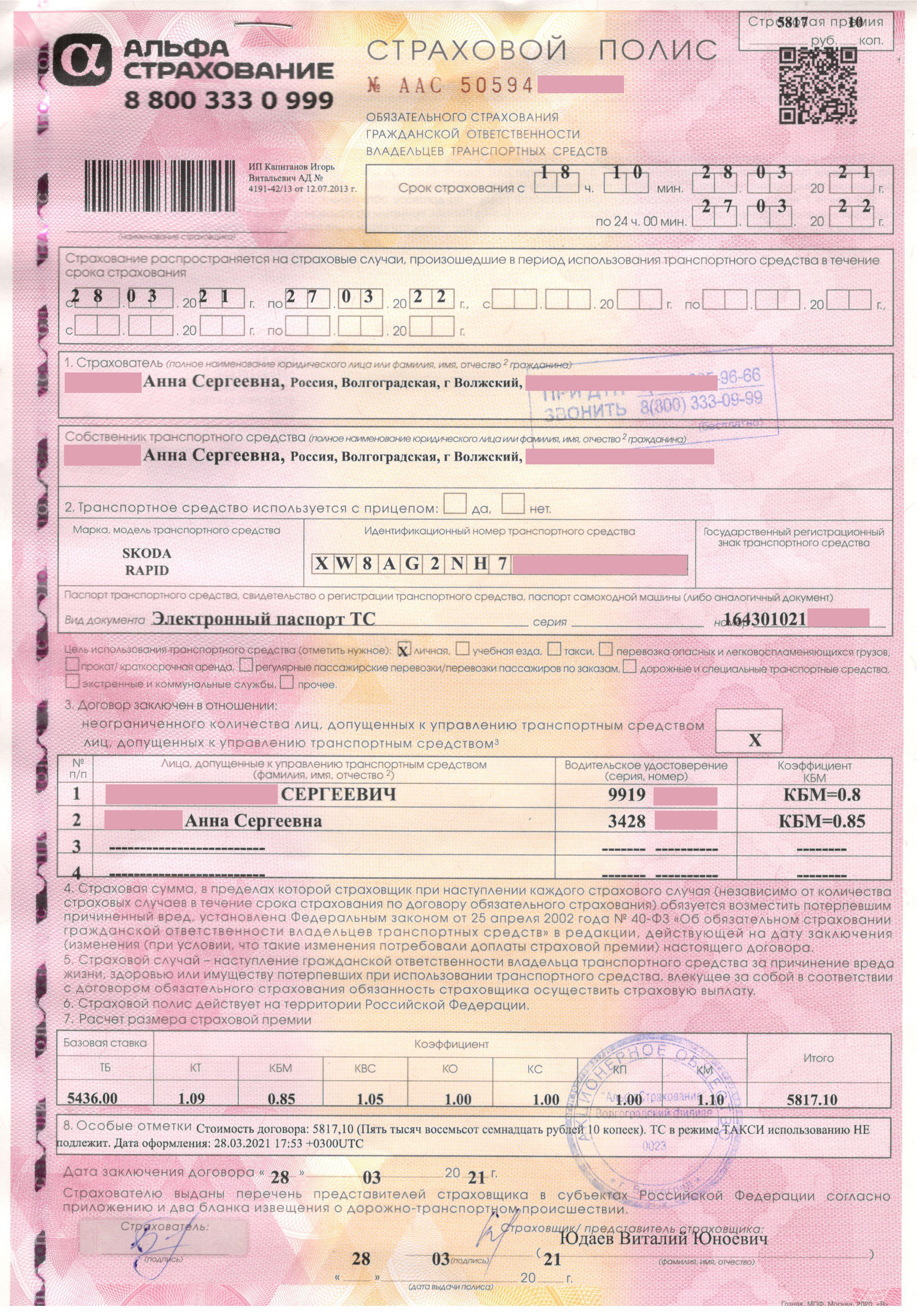
Image liée à une police d'assurance, document remis par un assureur pour couvrir un risque.

Une police d'assurance est un document remis par un assureur qui détaille les modalités d'un contrat d'assurance. 

## Droit par État

### Droit québécois
En droit québécois, la police d'assurance n'est pas la même chose que le contrat d'assurance, puisqu'en vertu de l'article 2398 du Code civil du Québec, le contrat d’assurance est formé dès que l’assureur accepte la proposition du preneur. La formation du contrat survient généralement lors d'une conversation téléphonique entre l'assureur et l'assuré, lorsque ceux-ci s'entendent verbalement sur le contenu du contrat d'assurance. Quelques jours plus tard, une police d'assurance est émise, mais celle-ci ne fait que constater l'entente initiale.   
L'article 2399 (1) C.c.Q. ajoute que la police est le document qui constate l’existence du contrat d’assurance.
L'art. 2399 (2) C.c.Q. énumère ce que doit obligatoirement contenir la police d'assurance : « Elle doit indiquer, outre le nom des parties au contrat et celui des personnes à qui les sommes assurées sont payables ou, si ces personnes sont indéterminées, le moyen de les identifier, l’objet et le montant de l’assurance, la nature des risques, le moment à partir duquel ils sont garantis et la durée de la garantie, ainsi que le montant ou le taux des primes et les dates auxquelles celles-ci viennent à échéance ».
L'art. 2400 C.c.Q. prévoit qu'en matière d'assurance, en cas de divergence entre la police et la proposition, cette dernière fait foi du contrat, à moins que l’assureur n’ait, dans un document séparé, indiqué par écrit au preneur les éléments sur lesquels il y a divergence.
L'art 2415 C.c.Q. énonce ce que doit obligatoirement contenir la police d'assurance de personnes : «  Outre les mentions prescrites pour toute police d’assurance, la police d’assurance de personnes doit, le cas échéant, indiquer le nom de l’assuré ou un moyen de l’identifier, les délais de paiement de prime et les droits de participation aux bénéfices, ainsi que la méthode et le tableau devant servir à établir la valeur de rachat et les droits à la valeur de rachat et aux avances sur police. Elle doit aussi indiquer, le cas échéant, les conditions de remise en vigueur, les droits de transformation de l’assurance, les modalités de paiement des sommes dues et la période durant laquelle les prestations sont payables ».
L'art. 2480 C.c.Q. énumère le contenu obligatoire de la police d'assurance de biens : « Outre les mentions prescrites pour toute police d’assurance, la police d’assurance de biens doit indiquer les exclusions de garantie qui ne résultent pas du sens courant des mots ou les limitations qui s’appliquent à des objets ou à des catégories d’objets déterminés, et préciser les conditions de résiliation du contrat par l’assuré, ainsi que les conditions de rétablissement ou de continuation de l’assurance après un sinistre ».